# دیدارهای فوتبال ایران و کامبوج
این نوشتار به بررسی تاریخچه دیدارهای تیم‌های ملی فوتبال ایران و کامبوج می‌پردازد.
تیم‌های ملی فوتبال ایران و کامبوج تاکنون ۴ بار در مقابل یکدیگر قرار گرفته‌اند که حاصل این بازی‌ها، ۴ پیروزی برای ایران بوده‌است.
در این بازیها جمعاً ۲۹ گل به ثمر رسیده‌ است که سهم تیم ایران ۲۸ گل و سهم تیم کامبوج ۱ گل می‌باشد.

## اولین بازی
دو تیم ایران و کامبوج (جمهوری خمر) در تاریخ ۱۷ اردیبهشت ۱۳۵۱ در رقابتهای جام ملت‌های آسیا ۱۹۷۲ برای اولین بار به مصاف هم رفتند که ایران پیروز شد.

## بهترین برد
بهترین برد ایران در برابر کامبوج کسب نتیجه ۱۴ بر صفر می‌باشد که در سال ۱۳۹۸ حاصل شده‌است.

## بررسی کلی بازی‌ها
| بردهای ایران  | ۴ بازی |              | گل‌های ایران | ۲۸ گل                            |        | بازی‌های برگزار شده در ایران | ۱ بازی |
| مساوی         | ۰      | گل‌های کامبوج | ۱ گل        | بازی‌های برگزار شده در کشور بی‌طرف | ۳ بازی |                             |        |
| بردهای کامبوج | ۰      |              |             | بازی‌های برگزار شده در کامبوج     | ۰      |                             |        |
| مجموع بازی‌ها  | ۴ بازی | مجموع گل‌ها   | ۲۹ گل       | مجموع بازی‌ها                     | ۴ بازی |                             |        |

## عنوان بازی‌ها
| #   | عنوان بازی         | تعداد بازی | برد ایران | برد کامبوج | مساوی |
| --- | ------------------ | ---------- | --------- | ---------- | ----- |
| ۲   | جام ملت‌های آسیا    | ۲          | ۲         | ۰          | -     |
| ۳   | مقدماتی جام جهانی* | ۲          | ۲         | ۰          | -     |
| جمع | جمع                | ۴          | ۴         | ۰          | -     |

- مقدماتی مشترک جام جهانی و جام ملت‌های آسیا

| عملکرد دو تیم در بازیهای رسمی | عملکرد دو تیم در بازیهای رسمی | عملکرد دو تیم در بازیهای رسمی | عملکرد دو تیم در بازیهای رسمی |
| ----------------------------- | ----------------------------- | ----------------------------- | ----------------------------- |
| بازی                          | برد ایران                     | برد کامبوج                    | مساوی                         |
| ۴ بازی                        | ۴ بازی                        | -                             | -                             |

## میزبان و میهمان
| بازیهایی که در ایران برگزار شده‌است       | بازیهایی که در ایران برگزار شده‌است | بازیهایی که در ایران برگزار شده‌است | بازیهایی که در ایران برگزار شده‌است |
| تیم                                      | برد                                | مساوی                              | باخت                               |
| ---------------------------------------- | ---------------------------------- | ---------------------------------- | ---------------------------------- |
| ایران                                    | ۱                                  | ۰                                  | ۰                                  |
| کامبوج                                   | ۰                                  | ۰                                  | ۱                                  |
| بازیهایی که در کامبوج برگزار شده‌است      |                                    |                                    |                                    |
| تیم                                      | برد                                | مساوی                              | باخت                               |
| ایران                                    | -                                  | -                                  | -                                  |
| کامبوج                                   | -                                  | -                                  | -                                  |
| بازیهایی که در کشوری بی‌طرف برگزار شده‌است |                                    |                                    |                                    |
| تیم                                      | برد                                | مساوی                              | باخت                               |
| ایران                                    | ۳                                  | ۰                                  | ۰                                  |
| کامبوج                                   | ۰                                  | ۰                                  | ۳                                  |

## فهرست کلی بازی‌ها
| # | تاریخ      | نتیجه بازی           | ورزشگاه / شهر              | عنوان بازیها                                  | گلزنان |
| - | ---------- | -------------------- | -------------------------- | --------------------------------------------- | --- |
| ۴ | ۱۴۰۰/۰۳/۲۱ | ایران ۱۰–۰ کامبوج    | ورزشگاه ملی بحرین ، الرفاع | مقدماتی جام جهانی ۲۰۲۲ و جام ملت‌های آسیا ۲۰۲۳ | جهانبخش ۱۶' – خلیل زاده ۲۲' – طارمی ۲۷' – سور ۲۲' (گ.خ) – میلاد محمدی ۵۸' – پورعلی گنجی ۶۴' – انصاریفرد ۷۷' – رضایی ۸۰'، ۸۷' – قایدی ۸۴'            |
| ۳ | ۱۳۹۸/۰۷/۱۸ | ایران ۱۴–۰ کامبوج    | ورزشگاه آزادی ، تهران      | مقدماتی جام جهانی ۲۰۲۲ و جام ملت‌های آسیا ۲۰۲۳ | نوراللهی ۵' – آزمون ۱۱'، ۳۵'، ۴۴' – کنعانی‌زادگان ۱۸' – سوئی ۲۲' (گ.خ) – انصاریفرد ۴۰'، ۴۸'، ۶۰'، ۸۸' – طارمی ۵۴' – محبی ۶۵'، ۶۷' – مهرداد محمدی ۸۵' |
| ۲ | ۱۳۵۱/۰۲/۲۶ | ایران ۲–۱ جمهوری خمر | ورزشگاه ملی تایلند، بانکوک | جام ملت‌های آسیا ۱۹۷۲                          | صفر ایرانپاک ۱۳' – پرویز قلیچ‌خانی ۴۷' ** دور سوخوم ۱۸'                                                                                              |
| ۱ | ۱۳۵۱/۰۲/۱۷ | ایران ۲–۰ جمهوری خمر | ورزشگاه ملی تایلند، بانکوک | جام ملت‌های آسیا ۱۹۷۲                          | حسین کلانی ۴۵' – صفر ایرانپاک ۵۱' |

## گلزنان
کلاً ۱۱ بازیکن ایرانی با پیراهن تیم ملی ایران موفق به زدن گل به تیم کامبوج شده‌اند که کریم انصاری‌فرد با زدن ۵ گل بهترین گلزن ایران در تاریخ جدال‌های تیم ملی ایران و تیم ملی کامبوج می‌باشد.

### گلزنان تیم ملی ایران
- ۵ گل : کریم انصاری فرد
- ۳ گل : سردار ازمون
- ۲ گل : صفر ایرانپاک – محمد محبی – مهدی طارمی – کاوه رضایی
- ۱ گل : حسین کلانی – پرویز قلیچ خانی – احمد نوراللهی – محمدحسین کنعانی‌زادگان – مهرداد محمدی – علیرضا جهانبخش – شجاع خلیل زاده – میلاد محمدی – مرتضی پورعلی‌گنجی – مهدی قایدی

دو گل ایران هم به اشتباه توسط سوئی و سور بازیکن کامبوج به ثمر رسیده است.

### گلزنان تیم ملی کامبوج
- ۱ گل : دور سوخوم